# Pas drogowy
Pas drogowy – wydzielony liniami granicznymi grunt wraz z przestrzenią nad i pod jego powierzchnią, w którym jest lub będzie usytuowana droga.

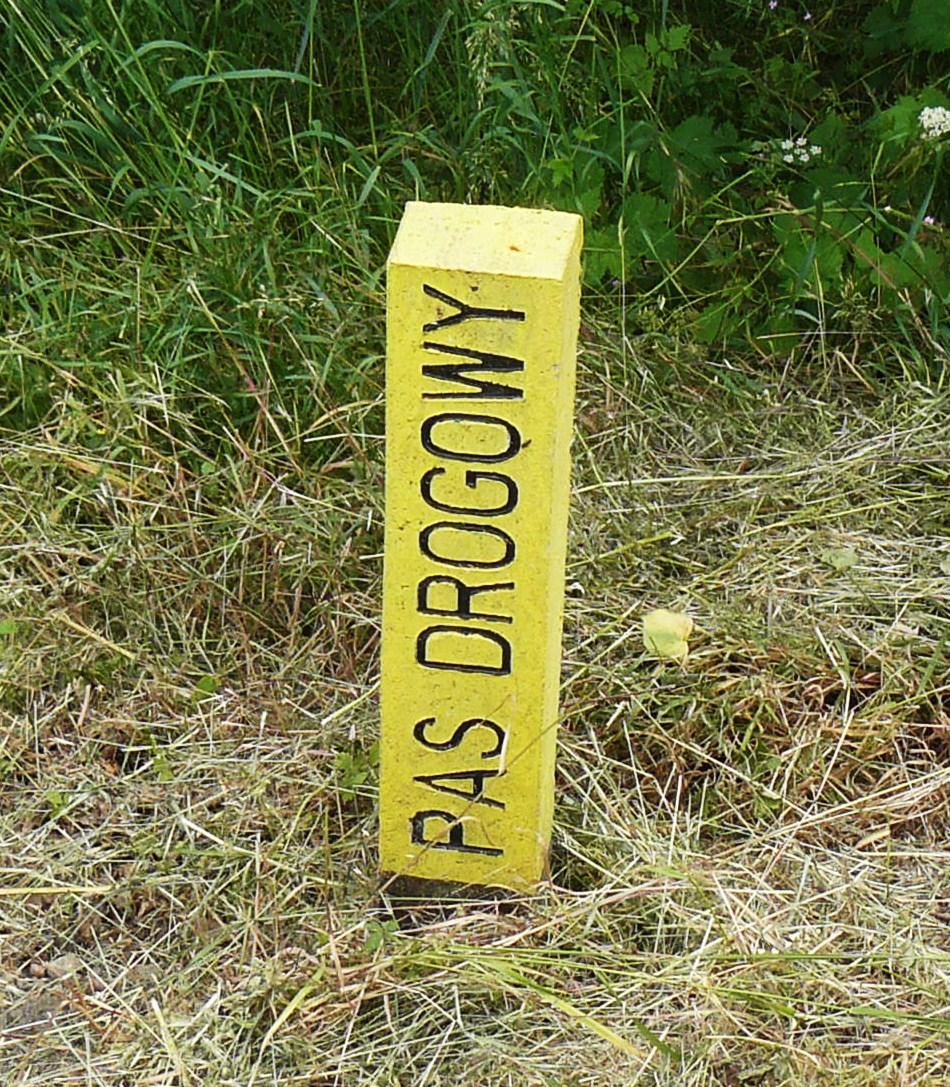
DK 22 w Starym Osiecznie – oznaczenie pasa drogowego słupkiem.

O pasie drogowym można mówić wyłącznie w przypadku dróg publicznych – drogi niepubliczne (wewnętrzne) nie posiadają pasa drogowego (są bowiem tylko nieruchomościami oznaczonymi jako droga i jako drogi wykorzystywanymi).
Zgodę na wejście w teren pasa drogowego danej drogi i jego zajęcie w celu prowadzenia jakichkolwiek działań (robót budowlanych) wydaje zarządca tej drogi. Zgodę tę stanowi zezwolenie, wydawane w formie decyzji administracyjnej. Za zajęcie pasa drogowego pobierana jest opłata – jednorazowa lub wielorazowa (roczna), natomiast zajęcie pasa drogowego bez zezwolenia właściwego zarządcy drogi obciążone jest karą pieniężną w wysokości 10-krotności opłaty, należnej z tytułu zajęcia pasa drogowego (np. jeśli za zajęcie pasa drogowego – po wcześniejszym otrzymaniu zezwolenia – podmiot zobowiązany byłby do uiszczenia 100 złotych, to zajęcie pasa drogowego bez zezwolenia wiązałoby się z karą w wysokości 1000 złotych).
Na opłatę z tytułu zajęcia pasa drogowego składają się iloczyn: liczby metrów kwadratowych zajętej powierzchni pasa drogowego (ewentualnie liczby metrów kwadratowych powierzchni pasa drogowego zajętej przez rzut poziomy urządzenia, obiektu budowlanego albo reklamy), liczby dni zajęcia pasa drogowego oraz stawki obowiązującej dla danej drogi (ustalają ją organy uchwałodawcze danego zarządcy drogi – rada gminy dla dróg gminnych, rada powiatu dla dróg powiatowych, sejmik województwa dla dróg wojewódzkich, Ministerstwo Infrastruktury – dla dróg krajowych).
Aktualne stawki opłat za zajęcie pasa drogowego dla dróg krajowych określone są rozporządzeniem Ministra Infrastruktury z dnia 18 lipca 2011 r. w sprawie wysokości stawek opłat za zajęcie pasa drogowego dróg, których zarządcą jest Generalny Dyrektor Dróg Krajowych i Autostrad (Dz.U. z 2014 r. poz. 1608).
Podstawowe elementy pasa drogowego:
- jezdnia
- chodnik (ewentualnie nieutwardzony ciąg pieszy)
- pobocze
- zjazd (indywidualny lub publiczny)
- parking
- zatoka postojowa
- zatoka autobusowa
- trasa rowerowa